# أل هيرمان
أل هيرمان (بالإنجليزية: Al Herman) هو سائق سباق ومهندس أمريكي، ولد في 15 مارس 1927 في بنسيلفانيا في الولايات المتحدة، وتوفي في 18 يونيو 1960 في ويست هيفن في الولايات المتحدة.

## روابط خارجية
- أل هيرمان على موقع DriverDB.com (الإنجليزية)